# Veliki Vrh Kamanjski
 Veliki Vrh Kamanjski   falu Horvátországban, Károlyváros megyében. Közigazgatásilag  Kamanjéhoz tartozik.

## Fekvése
Károlyvárostól 20 km-re északnyugatra, községközpontjától 2 km-re keletre, a szlovén határ közelében fekszik.

## Története
A településnek 1857-ben 93, 1910-ben 122 lakosa volt. Trianon előtt Zágráb vármegye Károlyvárosi járásához tartozott. 2011-ben 64 lakosa volt.

## Lakosság
| Lakosság változása | Lakosság változása | Lakosság változása | Lakosság változása | Lakosság változása | Lakosság változása | Lakosság változása | Lakosság változása | Lakosság változása | Lakosság változása | Lakosság változása | Lakosság változása | Lakosság változása | Lakosság változása | Lakosság változása | Lakosság változása |
| ------------------ | ------------------ | ------------------ | ------------------ | ------------------ | ------------------ | ------------------ | ------------------ | ------------------ | ------------------ | ------------------ | ------------------ | ------------------ | ------------------ | ------------------ | ------------------ |
| 1857               | 1869               | 1880               | 1890               | 1900               | 1910               | 1921               | 1931               | 1948               | 1953               | 1961               | 1971               | 1981               | 1991               | 2001               | 2011               |
| 93                 | 91                 | 103                | 105                | 118                | 122                | 110                | 124                | 120                | 106                | 115                | 144                | 102                | 78                 | 81                 | 64                 |